# Anna Jelizarowa-Uljanowa

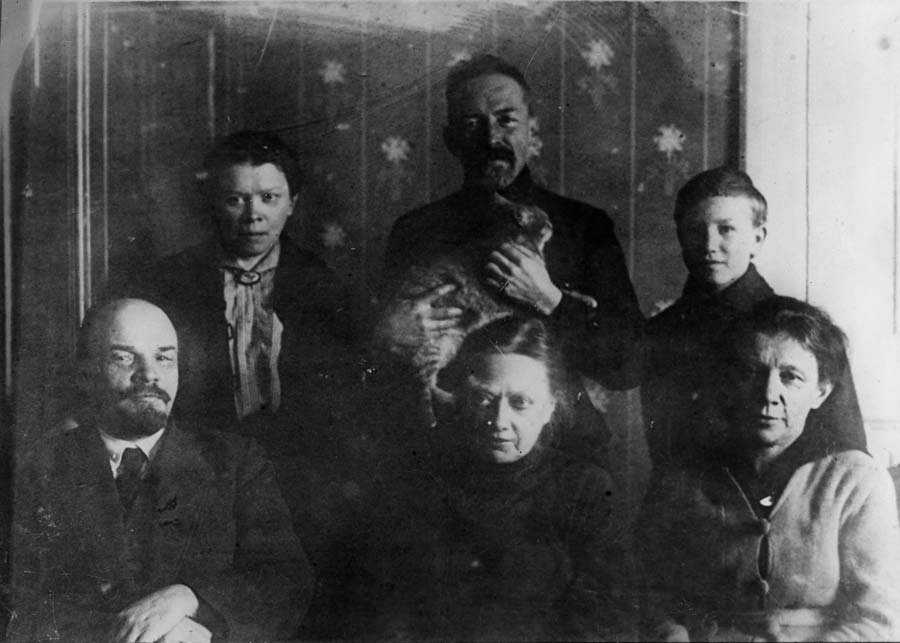
Lenin z rodziną, Kreml 1920. Siedzą: Włodzimierz Lenin, Nadieżda Krupska, Anna Jelizarowa-Uljanowa. Stoją: Marija Uljanowa, Dmitrij Uljanow i Georgij Łozgaczow-Jelizarow (adoptowany syn Anny)

Anna Iljiniczna Jelizarowa-Uljanowa (ros. А́нна Ильи́нична Елиза́рова-Улья́нова, ur. 14 sierpnia?/26 sierpnia 1864 w Niżnym Nowogrodzie, zm. 19 października 1935 w Moskwie) – działaczka ruchu rewolucyjnego w Rosji, radziecka działaczka państwowa i partyjna. Starsza siostra Włodzimierza Lenina, Aleksandra Uljanowa, Marii Uljanowej i Dymitra Uljanowa. Żona Marka Jelizarowa, pierwszego komisarza ludowego (ministra) transportu Rosji Radzieckiej. Przybrana matka Georgija Łozgaczowa-Jelizarowa, późniejszego pisarza oraz wychowawczyni Chiang Ching-kuo, najstarszego syna Czang Kaj-szeka.  

## Życiorys
Od samego początku w 1898 roku należała do założonej przez brata SDPRR, gdzie poznała też swojego męża. W działalności partyjnej zajmowała się m.in. przekładami i redakcją tekstów oraz organizowaniem wydawnictw. Po wybuchu w Rosji rewolucji była członkiem biura KC partii i redaktorem „Prawdy”. Po przejęciu władzy przez bolszewików zajmowała się ochroną dzieci, m.in. w Ludowym Komisariacie Oświaty. Była badaczką historii partii, organizowała Instytut Lenina i Instytut Marksizmu-Leninizmu.
Po śmierci Lenina w 1924 roku zajęła się zbieraniem materiałów o historii rodziny Uljanowów. W roku 1932 przekazała Stalinowi wyniki badań genealogicznych, z których wynikało, że Lenin miał m.in. żydowskich przodków od strony matki. Decyzją Stalina wyników tych w czasach radzieckich nie upubliczniono.

## Genealogia
|                                            |                                            |                                            |                                            |                                            |                                            |  |  |                                |                                |                                |                                |                                |                                |                            |                            |                                       |                                       |                                       |                                       |                                       |                                       |                  |                  |                              |                              |                              |                              |                              |                              |                   |                   |                           |                           |                           |                           |                                                      |                                                      |                                                      |                                                      |                                                      |                                                      | Grigorij Uljanin            |                             |                             |                             |                             |                             |                            |                            |                            |                            |                            |                            |  |  |  |  |
|                                            |                                            |                                            |                                            |                                            |                                            |  |  |                                |                                |                                |                                |                                |                                |                            |                            |                                       |                                       |                                       |                                       |                                       |                                       |                  |                  |                              |                              |                              |                              |                              |                              |                   |                   |                           |                           |                           |                           |                                                      |                                                      |                                                      |                                                      |                                                      |                                                      |                             |                             |                             |                             |                             |                             |                            |                            |                            |                            |                            |                            |  |  |  |  |
|                                            |                                            |                                            |                                            |                                            |                                            |  |  |                                |                                |                                |                                |                                |                                |                            |                            |                                       |                                       |                                       |                                       |                                       |                                       |                  |                  |                              |                              |                              |                              |                              |                              | Łukian Smirnow    | Łukian Smirnow    | Łukian Smirnow            | Łukian Smirnow            | Łukian Smirnow            | Łukian Smirnow            |                                                      |                                                      |                                                      |                                                      |                                                      |                                                      | Nikita Uljanin (ur. 1711)   | Nikita Uljanin (ur. 1711)   | Nikita Uljanin (ur. 1711)   | Nikita Uljanin (ur. 1711)   | Nikita Uljanin (ur. 1711)   | Nikita Uljanin (ur. 1711)   |                            |                            |                            |                            |                            |                            |  |  |  |  |
|                                            |                                            |                                            |                                            |                                            |                                            |  |  |                                |                                |                                |                                |                                |                                |                            |                            |                                       |                                       |                                       |                                       |                                       |                                       |                  |                  |                              |                              |                              |                              |                              |                              | Łukian Smirnow    | Łukian Smirnow    | Łukian Smirnow            | Łukian Smirnow            | Łukian Smirnow            | Łukian Smirnow            |                                                      |                                                      |                                                      |                                                      |                                                      |                                                      | Nikita Uljanin (ur. 1711)   | Nikita Uljanin (ur. 1711)   | Nikita Uljanin (ur. 1711)   | Nikita Uljanin (ur. 1711)   | Nikita Uljanin (ur. 1711)   | Nikita Uljanin (ur. 1711)   |                            |                            |                            |                            |                            |                            |  |  |  |  |
| Dymitr (Mojżesz) Blank                     | Dymitr (Mojżesz) Blank                     | Dymitr (Mojżesz) Blank                     | Dymitr (Mojżesz) Blank                     | Dymitr (Mojżesz) Blank                     | Dymitr (Mojżesz) Blank                     |  |  |                                |                                |                                |                                | Johann Gottlieb Großschopf     | Johann Gottlieb Großschopf     | Johann Gottlieb Großschopf | Johann Gottlieb Großschopf | Johann Gottlieb Großschopf            | Johann Gottlieb Großschopf            |                                       |                                       | Anna z d. Estedt                      | Anna z d. Estedt                      | Anna z d. Estedt | Anna z d. Estedt | Anna z d. Estedt             | Anna z d. Estedt             |                              |                              |                              |                              | Aleksy Smirnow    | Aleksy Smirnow    | Aleksy Smirnow            | Aleksy Smirnow            | Aleksy Smirnow            | Aleksy Smirnow            |                                                      |                                                      |                                                      |                                                      |                                                      |                                                      | Wasyl Uljanin (ur. 1733)    | Wasyl Uljanin (ur. 1733)    | Wasyl Uljanin (ur. 1733)    | Wasyl Uljanin (ur. 1733)    | Wasyl Uljanin (ur. 1733)    | Wasyl Uljanin (ur. 1733)    |                            |                            |                            |                            |                            |                            |  |  |  |  |
| Dymitr (Mojżesz) Blank                     | Dymitr (Mojżesz) Blank                     | Dymitr (Mojżesz) Blank                     | Dymitr (Mojżesz) Blank                     | Dymitr (Mojżesz) Blank                     | Dymitr (Mojżesz) Blank                     |  |  |                                |                                |                                |                                | Johann Gottlieb Großschopf     | Johann Gottlieb Großschopf     | Johann Gottlieb Großschopf | Johann Gottlieb Großschopf | Johann Gottlieb Großschopf            | Johann Gottlieb Großschopf            |                                       |                                       | Anna z d. Estedt                      | Anna z d. Estedt                      | Anna z d. Estedt | Anna z d. Estedt | Anna z d. Estedt             | Anna z d. Estedt             |                              |                              |                              |                              | Aleksy Smirnow    | Aleksy Smirnow    | Aleksy Smirnow            | Aleksy Smirnow            | Aleksy Smirnow            | Aleksy Smirnow            |                                                      |                                                      |                                                      |                                                      |                                                      |                                                      | Wasyl Uljanin (ur. 1733)    | Wasyl Uljanin (ur. 1733)    | Wasyl Uljanin (ur. 1733)    | Wasyl Uljanin (ur. 1733)    | Wasyl Uljanin (ur. 1733)    | Wasyl Uljanin (ur. 1733)    |                            |                            |                            |                            |                            |                            |  |  |  |  |
|                                            |                                            |                                            |                                            |                                            |                                            |  |  |                                |                                |                                |                                |                                |                                |                            |                            |                                       |                                       |                                       |                                       |                                       |                                       |                  |                  |                              |                              |                              |                              |                              |                              |                   |                   |                           |                           |                           |                           |                                                      |                                                      |                                                      |                                                      |                                                      |                                                      |                             |                             |                             |                             |                             |                             |                            |                            |                            |                            |                            |                            |  |  |  |  |
| Aleksander (Izrael) Blank (1801/1804–1870) | Aleksander (Izrael) Blank (1801/1804–1870) | Aleksander (Izrael) Blank (1801/1804–1870) | Aleksander (Izrael) Blank (1801/1804–1870) | Aleksander (Izrael) Blank (1801/1804–1870) | Aleksander (Izrael) Blank (1801/1804–1870) |  |  |                                |                                |                                |                                |                                |                                |                            |                            | Anna z d. Großschopf (1810–1838)      | Anna z d. Großschopf (1810–1838)      | Anna z d. Großschopf (1810–1838)      | Anna z d. Großschopf (1810–1838)      | Anna z d. Großschopf (1810–1838)      | Anna z d. Großschopf (1810–1838)      |                  |                  |                              |                              |                              |                              |                              |                              | Anna z d. Smirnow | Anna z d. Smirnow | Anna z d. Smirnow         | Anna z d. Smirnow         | Anna z d. Smirnow         | Anna z d. Smirnow         |                                                      |                                                      |                                                      |                                                      |                                                      |                                                      | Mikołaj Uljanin (1770–1838) | Mikołaj Uljanin (1770–1838) | Mikołaj Uljanin (1770–1838) | Mikołaj Uljanin (1770–1838) | Mikołaj Uljanin (1770–1838) | Mikołaj Uljanin (1770–1838) |                            |                            |                            |                            |                            |                            |  |  |  |  |
| Aleksander (Izrael) Blank (1801/1804–1870) | Aleksander (Izrael) Blank (1801/1804–1870) | Aleksander (Izrael) Blank (1801/1804–1870) | Aleksander (Izrael) Blank (1801/1804–1870) | Aleksander (Izrael) Blank (1801/1804–1870) | Aleksander (Izrael) Blank (1801/1804–1870) |  |  |                                |                                |                                |                                |                                |                                |                            |                            | Anna z d. Großschopf (1810–1838)      | Anna z d. Großschopf (1810–1838)      | Anna z d. Großschopf (1810–1838)      | Anna z d. Großschopf (1810–1838)      | Anna z d. Großschopf (1810–1838)      | Anna z d. Großschopf (1810–1838)      |                  |                  |                              |                              |                              |                              |                              |                              | Anna z d. Smirnow | Anna z d. Smirnow | Anna z d. Smirnow         | Anna z d. Smirnow         | Anna z d. Smirnow         | Anna z d. Smirnow         |                                                      |                                                      |                                                      |                                                      |                                                      |                                                      | Mikołaj Uljanin (1770–1838) | Mikołaj Uljanin (1770–1838) | Mikołaj Uljanin (1770–1838) | Mikołaj Uljanin (1770–1838) | Mikołaj Uljanin (1770–1838) | Mikołaj Uljanin (1770–1838) |                            |                            |                            |                            |                            |                            |  |  |  |  |
|                                            |                                            |                                            |                                            |                                            |                                            |  |  |                                |                                |                                |                                |                                |                                |                            |                            |                                       |                                       |                                       |                                       |                                       |                                       |                  |                  |                              |                              |                              |                              |                              |                              |                   |                   |                           |                           |                           |                           |                                                      |                                                      |                                                      |                                                      |                                                      |                                                      |                             |                             |                             |                             |                             |                             |                            |                            |                            |                            |                            |                            |  |  |  |  |
|                                            |                                            |                                            |                                            |                                            |                                            |  |  | Maria z d. Blank (1835–1916)   | Maria z d. Blank (1835–1916)   | Maria z d. Blank (1835–1916)   | Maria z d. Blank (1835–1916)   | Maria z d. Blank (1835–1916)   | Maria z d. Blank (1835–1916)   |                            |                            |                                       |                                       |                                       |                                       |                                       |                                       |                  |                  |                              |                              |                              |                              |                              |                              |                   |                   |                           |                           |                           |                           | Ilja (Eliasz) Uljanow (ur. jako Uljanin) (1831–1886) | Ilja (Eliasz) Uljanow (ur. jako Uljanin) (1831–1886) | Ilja (Eliasz) Uljanow (ur. jako Uljanin) (1831–1886) | Ilja (Eliasz) Uljanow (ur. jako Uljanin) (1831–1886) | Ilja (Eliasz) Uljanow (ur. jako Uljanin) (1831–1886) | Ilja (Eliasz) Uljanow (ur. jako Uljanin) (1831–1886) |                             |                             |                             |                             |                             |                             |                            |                            |                            |                            |                            |                            |  |  |  |  |
|                                            |                                            |                                            |                                            |                                            |                                            |  |  | Maria z d. Blank (1835–1916)   | Maria z d. Blank (1835–1916)   | Maria z d. Blank (1835–1916)   | Maria z d. Blank (1835–1916)   | Maria z d. Blank (1835–1916)   | Maria z d. Blank (1835–1916)   |                            |                            |                                       |                                       |                                       |                                       |                                       |                                       |                  |                  |                              |                              |                              |                              |                              |                              |                   |                   |                           |                           |                           |                           | Ilja (Eliasz) Uljanow (ur. jako Uljanin) (1831–1886) | Ilja (Eliasz) Uljanow (ur. jako Uljanin) (1831–1886) | Ilja (Eliasz) Uljanow (ur. jako Uljanin) (1831–1886) | Ilja (Eliasz) Uljanow (ur. jako Uljanin) (1831–1886) | Ilja (Eliasz) Uljanow (ur. jako Uljanin) (1831–1886) | Ilja (Eliasz) Uljanow (ur. jako Uljanin) (1831–1886) |                             |                             |                             |                             |                             |                             |                            |                            |                            |                            |                            |                            |  |  |  |  |
|                                            |                                            |                                            |                                            |                                            |                                            |  |  |                                |                                |                                |                                |                                |                                |                            |                            |                                       |                                       |                                       |                                       |                                       |                                       |                  |                  |                              |                              |                              |                              |                              |                              |                   |                   |                           |                           |                           |                           |                                                      |                                                      |                                                      |                                                      |                                                      |                                                      |                             |                             |                             |                             |                             |                             |                            |                            |                            |                            |                            |                            |  |  |  |  |
|                                            |                                            |                                            |                                            |                                            |                                            |  |  |                                |                                |                                |                                |                                |                                |                            |                            |                                       |                                       |                                       |                                       |                                       |                                       |                  |                  |                              |                              |                              |                              |                              |                              |                   |                   |                           |                           |                           |                           |                                                      |                                                      |                                                      |                                                      |                                                      |                                                      |                             |                             |                             |                             |                             |                             |                            |                            |                            |                            |                            |                            |  |  |  |  |
| Anna Jelizarowa-Uljanowa (1864–1935)       | Anna Jelizarowa-Uljanowa (1864–1935)       | Anna Jelizarowa-Uljanowa (1864–1935)       | Anna Jelizarowa-Uljanowa (1864–1935)       | Anna Jelizarowa-Uljanowa (1864–1935)       | Anna Jelizarowa-Uljanowa (1864–1935)       |  |  | Aleksander Uljanow (1866–1887) | Aleksander Uljanow (1866–1887) | Aleksander Uljanow (1866–1887) | Aleksander Uljanow (1866–1887) | Aleksander Uljanow (1866–1887) | Aleksander Uljanow (1866–1887) |                            |                            | Włodzimierz Uljanow Lenin (1870–1924) | Włodzimierz Uljanow Lenin (1870–1924) | Włodzimierz Uljanow Lenin (1870–1924) | Włodzimierz Uljanow Lenin (1870–1924) | Włodzimierz Uljanow Lenin (1870–1924) | Włodzimierz Uljanow Lenin (1870–1924) |                  |                  | Nadieżda Krupska (1869–1939) | Nadieżda Krupska (1869–1939) | Nadieżda Krupska (1869–1939) | Nadieżda Krupska (1869–1939) | Nadieżda Krupska (1869–1939) | Nadieżda Krupska (1869–1939) |                   |                   | Olga Uljanowa (1871–1891) | Olga Uljanowa (1871–1891) | Olga Uljanowa (1871–1891) | Olga Uljanowa (1871–1891) | Olga Uljanowa (1871–1891)                            | Olga Uljanowa (1871–1891)                            |                                                      |                                                      | Dymitr Uljanow (1874–1943)                           | Dymitr Uljanow (1874–1943)                           | Dymitr Uljanow (1874–1943)  | Dymitr Uljanow (1874–1943)  | Dymitr Uljanow (1874–1943)  | Dymitr Uljanow (1874–1943)  |                             |                             | Maria Uljanowa (1878–1937) | Maria Uljanowa (1878–1937) | Maria Uljanowa (1878–1937) | Maria Uljanowa (1878–1937) | Maria Uljanowa (1878–1937) | Maria Uljanowa (1878–1937) |  |  |  |  |
| Anna Jelizarowa-Uljanowa (1864–1935)       | Anna Jelizarowa-Uljanowa (1864–1935)       | Anna Jelizarowa-Uljanowa (1864–1935)       | Anna Jelizarowa-Uljanowa (1864–1935)       | Anna Jelizarowa-Uljanowa (1864–1935)       | Anna Jelizarowa-Uljanowa (1864–1935)       |  |  | Aleksander Uljanow (1866–1887) | Aleksander Uljanow (1866–1887) | Aleksander Uljanow (1866–1887) | Aleksander Uljanow (1866–1887) | Aleksander Uljanow (1866–1887) | Aleksander Uljanow (1866–1887) |                            |                            | Włodzimierz Uljanow Lenin (1870–1924) | Włodzimierz Uljanow Lenin (1870–1924) | Włodzimierz Uljanow Lenin (1870–1924) | Włodzimierz Uljanow Lenin (1870–1924) | Włodzimierz Uljanow Lenin (1870–1924) | Włodzimierz Uljanow Lenin (1870–1924) |                  |                  | Nadieżda Krupska (1869–1939) | Nadieżda Krupska (1869–1939) | Nadieżda Krupska (1869–1939) | Nadieżda Krupska (1869–1939) | Nadieżda Krupska (1869–1939) | Nadieżda Krupska (1869–1939) |                   |                   | Olga Uljanowa (1871–1891) | Olga Uljanowa (1871–1891) | Olga Uljanowa (1871–1891) | Olga Uljanowa (1871–1891) | Olga Uljanowa (1871–1891)                            | Olga Uljanowa (1871–1891)                            |                                                      |                                                      | Dymitr Uljanow (1874–1943)                           | Dymitr Uljanow (1874–1943)                           | Dymitr Uljanow (1874–1943)  | Dymitr Uljanow (1874–1943)  | Dymitr Uljanow (1874–1943)  | Dymitr Uljanow (1874–1943)  |                             |                             | Maria Uljanowa (1878–1937) | Maria Uljanowa (1878–1937) | Maria Uljanowa (1878–1937) | Maria Uljanowa (1878–1937) | Maria Uljanowa (1878–1937) | Maria Uljanowa (1878–1937) |  |  |  |  |
|                                            |                                            |                                            |                                            |                                            |                                            |  |  |                                |                                |                                |                                |                                |                                |                            |                            |                                       |                                       |                                       |                                       |                                       |                                       |                  |                  |                              |                              |                              |                              |                              |                              |                   |                   |                           |                           |                           |                           |                                                      |                                                      |                                                      |                                                      |                                                      |                                                      |                             |                             |                             |                             |                             |                             |                            |                            |                            |                            |                            |                            |  |  |  |  |
|                                            |                                            |                                            |                                            |                                            |                                            |  |  |                                |                                |                                |                                |                                |                                |                            |                            |                                       |                                       |                                       |                                       |                                       |                                       |                  |                  |                              |                              |                              |                              |                              |                              |                   |                   |                           |                           |                           |                           |                                                      |                                                      |                                                      |                                                      | Olga Uljanowa (1922–2011)                            |                                                      |                             |                             |                             |                             |                             |                             |                            |                            |                            |                            |                            |                            |  |  |  |  |